# Idaea planissima
Idaea planissima là một loài bướm đêm trong họ Geometridae.